# Carlos Silva (futebolista)
Carlos Roberto Dourado da Silva, mais conhecido como Carlos Silva (Dourados, 4 de novembro de 1956) é um ex-futebolista brasileiro que atuava como meia-armador.
É considerado por muitos o jogador mais talentoso que Dourados já produziu.
Foi incluído Seleção do Fernandópolis FC de todos os tempos, eleita pelos principais jornalistas de Fernandópolis.

## Carreira
Natural de Indápolis, distrito de Dourados, começou a jogar no Colonial de Indápolis e depois foi para o Águia Negra EC de Rio Brilhante, onde foi campeão amador do Mato Grosso em 1972. Depois de se destacar pelos campos amadores do estado, chamou a atenção de clubes de Mato Grosso do Sul, assinando seu primeiro contrato com o Operário de Dourados, aos 18 anos de idade. Deixou o Operário Esporte Clube em 1978.
Em 1978, passou por um período de testes no Fernandópolis FC, foi contratado por 300 mil cruzeiros e foi o grande destaque da equipe campeã da 2ª divisão do futebol de São Paulo.
No início de 1980, foi contratado pelo Santos junto ao Fernandópolis por 2,3 milhões de cruzeiros, mais a realização de um amistoso entre os clubes. Após um mês de testes, foi pouco aproveitado naquele ano, sendo testado na ponta-direita, ponta-esquerda e centroavante.
No início de 1981, foi emprestado pelo Santos ao XV de Jaú até dezembro, junto dos jogadores Célio e Cardim, onde foram treinados por Cilinho. O Galo da Comarca fez uma das melhores campanhas de sua história na primeira divisão, quando chegou a liderar o campeonato invicto, disputou o octogonal final e na classificação final terminou em 4º lugar e garantiu presença na Taça de Ouro de 1982. Ao final do empréstimo, o clube quis comprar seu passe, mas o Santos não permitiu.
Em 1982, atingiu seu auge, quando foi apelidado de "Falcãozinho", devido ao futebol e semelhança física com Paulo Roberto Falcão. Naquele ano, foi observado pelo técnico Telê Santana para defender a Seleção Brasileira na Copa do Mundo, mas uma dividida com Soter, prejudicou a sua carreira.
Pelo Peixe, de 1980 a 82, foram 93 jogos e 8 gols.
Em 1983, foi comprado pelo America-RJ por 25 milhões de cruzeiros.
Na sequência, jogou pela Ponte Preta e Joinville.
Em 1985, chegou à Internacional de Limeira, onde, em 1986, fez parte do elenco da equipe que foi campeã paulista.
Em 1988, foi trocado com o São Bento, onde chegou ao clube junto do goleiro Ênio, enquanto o goleiro Abelha e o quarto-zagueiro Jorge foram para a Inter.
Teve uma passagem pela equipe do CSA, conquistando dois títulos pelo time alagoano
Sua última equipe foi o Rio Branco de Americana/SP, no ano de 1992.
Em 2023, foi homenageado na solenidade de abertura da 2ª OERB (Olimpíadas Escolares de Rio Brilhante), sendo o responsável pelo acendimento da Pira Olímpica.

### Títulos
Fernandópolis FC
- Campeonato Paulista - Série A4: 1979[6]

Internacional de Limeira
- Campeonato Paulista: 1986[19][23]

CSA
- Campeonato Alagoano: 1988